# Castelul Kendeffy

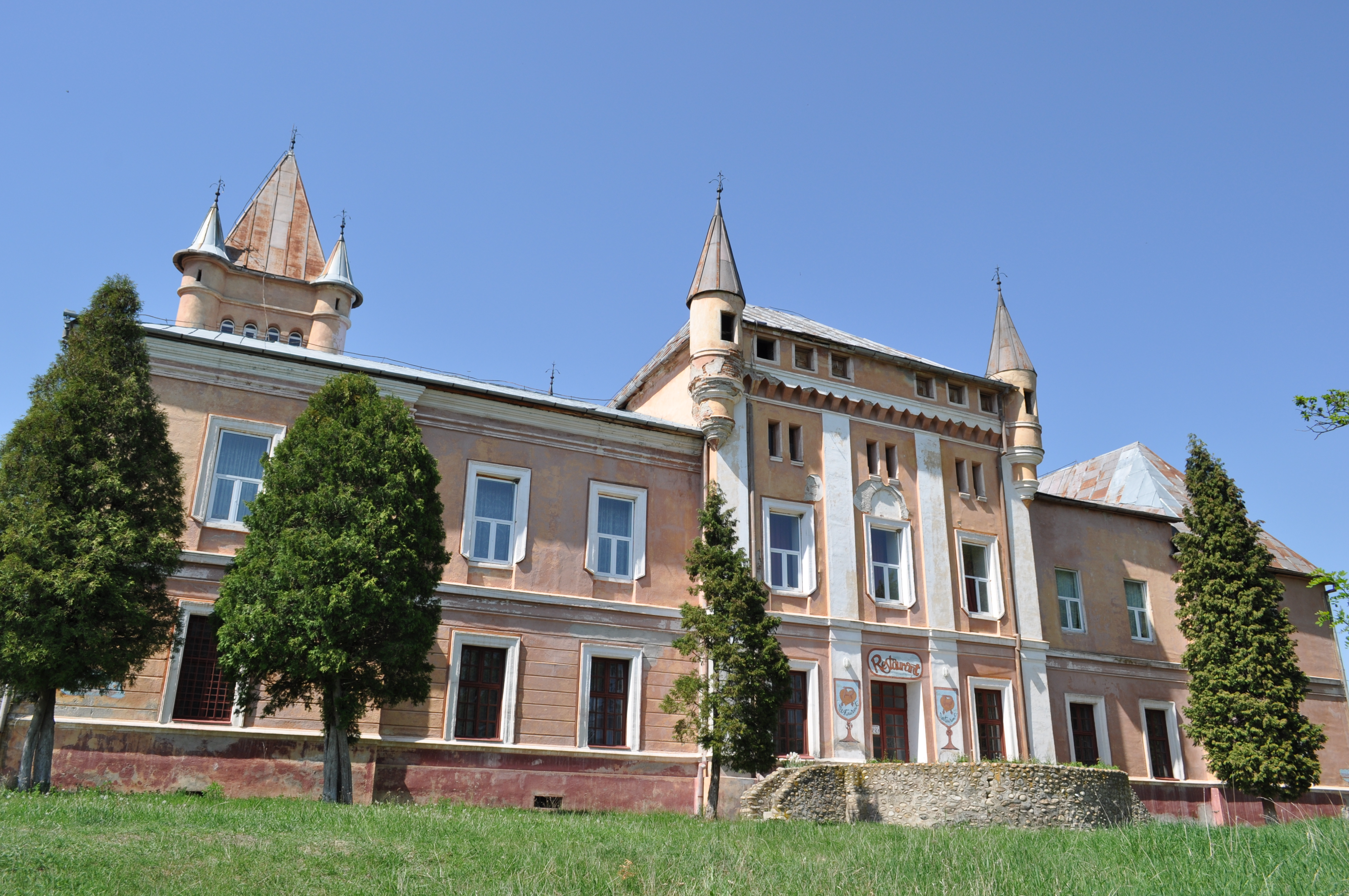
Castelul Kendeffy din Sântămăria Orlea, județul Hunedoara, foto: aprilie 2012.

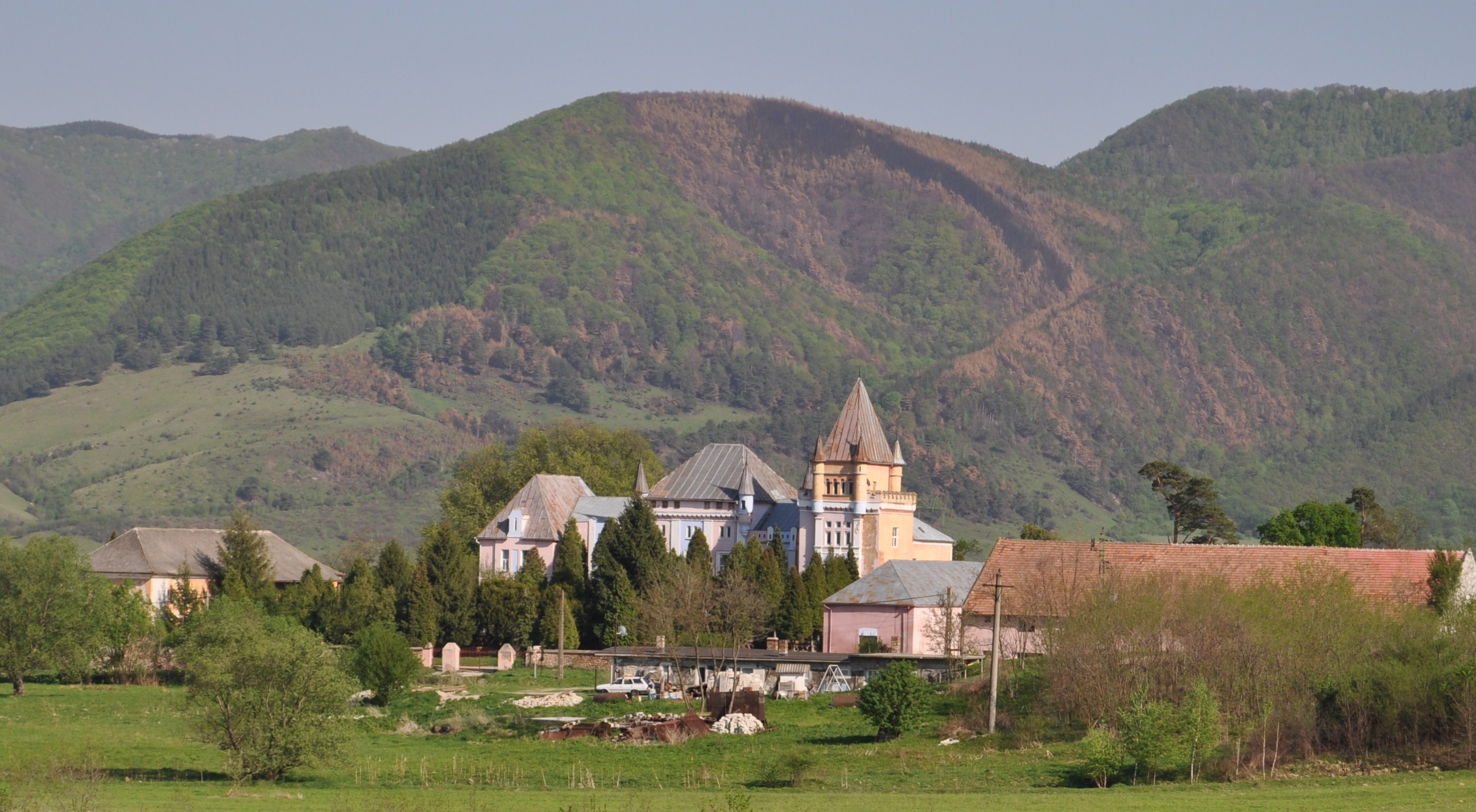
Castelul văzut de pe barajul Hațeg

Castelul Kendeffy se află în localitatea Sântămăria Orlea din județul Hunedoara. A fost construit de către familia Kendeffy în 1782, o familie de nobili foarte bogați la acea vreme, care aveau nevoie de o reședință în Țara Hațegului. Edificiul a fost naționalizat în 1946 de către comuniști, iar din anul 1982 castelul a fost preluat de către administrația județeană Hunedoara și transformat în hotel.
Castelul este clasat pe lista monumentelor istorice din județul Hunedoara (2010) cu cod LMI HD-II-a-A-03446.

## Istoric și trăsături
Familia Kendeffy este de origine cumană, prima mențiune documentară a familiei datând din secolul al XIII-lea. În secolul al XIV-lea, familia dobândește privilegii artistocratice; în anul 1462 Matei Corvin acordă astfel de privilegii fraților Kendeffy. Familia Kendeffy ajunge în rândul celor mai înstărite și influente familii din Comitatul Hunedoarei. În secolul al XVIII-lea, familia avea în proprietate trei castele. Castelul din Sântămăria-Orlea a fost construit în stil gotic, tot în secolul al XVIII-lea, de către contele Elek Kendeffy, pe locul fostului conac. La începutul secolului al XIX-lea, clădirea s-a extins, i s-a adăugat un manej, iar în a doua parte a acestui secol, Árpád Kendeffy îl transformă în stil neogotic. Transformarea a fost opera arhitectului József Schulz și a restauratorului și decoratorului Ferenc Storno.
A fost naționalizat în anul 1948, iar în anii 1960 s-au organizat tabere de vară în parcul castelului. În anii 1980 castelul a fost transformat în hotel. 
Clădirea are un plan dreptunghiular, este compusă din trei unități, cel mai spectaculos find turnul monumental. Elementul cel mai spectaculos al fațadei principale este placa barocă, opera a sculptorului clujean József Hoffmayer, pe care se văd urmele blazoanelor familiilor Kendeffy și Bethlen, și inscripția referitoare la construcție: „AEDES/ QUAS HOSPES VIDES/ NON TAM OPERIS MOLE ET ORNATU/ QUAM/ QUIETATAE/ HABITATIONIS COMMODITATE/ ILLUSTRES/ DEO IPSO/ SUMMO ET EX SUPERANTISSIMO/ DIVINARUM HUMARUMOUE [sic!] RERUM/ RECTORE/ FATORUMQUE ARBITRO/ QUO SINE FRUSTRA LABORATUR/ AUXILIUMN [sic!] TE/ FELICITER CONSTITUIT/ ALEXIUS KENDEFI/ COMES DEI [sic!] MALOMVIZ/ SACR[AE] CAES[ARAE] REGIAEQ[UE] ET APOST[OLICAE]/ MAIEST[ATIS] IN SUMMO M[AGNI]. PRINCIP[ATUS] TRANSYLV[ANIAE]/ SENATU CONSILIARISQ[UE] ACT[UALIS] ET INT[IMUS]/ CUM CONIUGE CARISSIMA/ CHRISTINA BETHLENIA/ NATA COMITISSA/ EASQUE [sic!]/ DEO STATORI/ CARIS PIGNORIBUS ET AMICIS/ EX VOTO DICAVIT/ ANNO AE[RAE?/TATIS?] CH[RISTI] MDCCLXXXII”.  (În traducere: Clădirea pe care o vezi, străine, nu se distinge datorită muncii enorme și prin decorațile sale, ci datorită liniștii și a confortului unei locuințe calme, pe care cu ajutorul Dumnezeului cel mare, directorul și apărătorul înțelept al treburilor divine și terestre, fără a cărui sfat orice muncă ar fi în zadar, a construit-o Elek Kendeffy, conte de Râu de Mori, consilierul intim al alteței sale imperiale și regale, și a marelui principe al Transilvaniei, cu soția sa iubită, contesa Krisztina Bethlen, cu copiii săi, au făgăduit-o pentru Dumnezeu în anul 1782).
După moda secolului al XIX-lea, Árpád Kendeffy și-a dorit amenajarea unui parc englez în jurul castelului, care a fost realizat de peisagistul Wilhelm Klensky. În parc se găsea o mare varietate de arbori, inclusive specii rare.

## Imagini

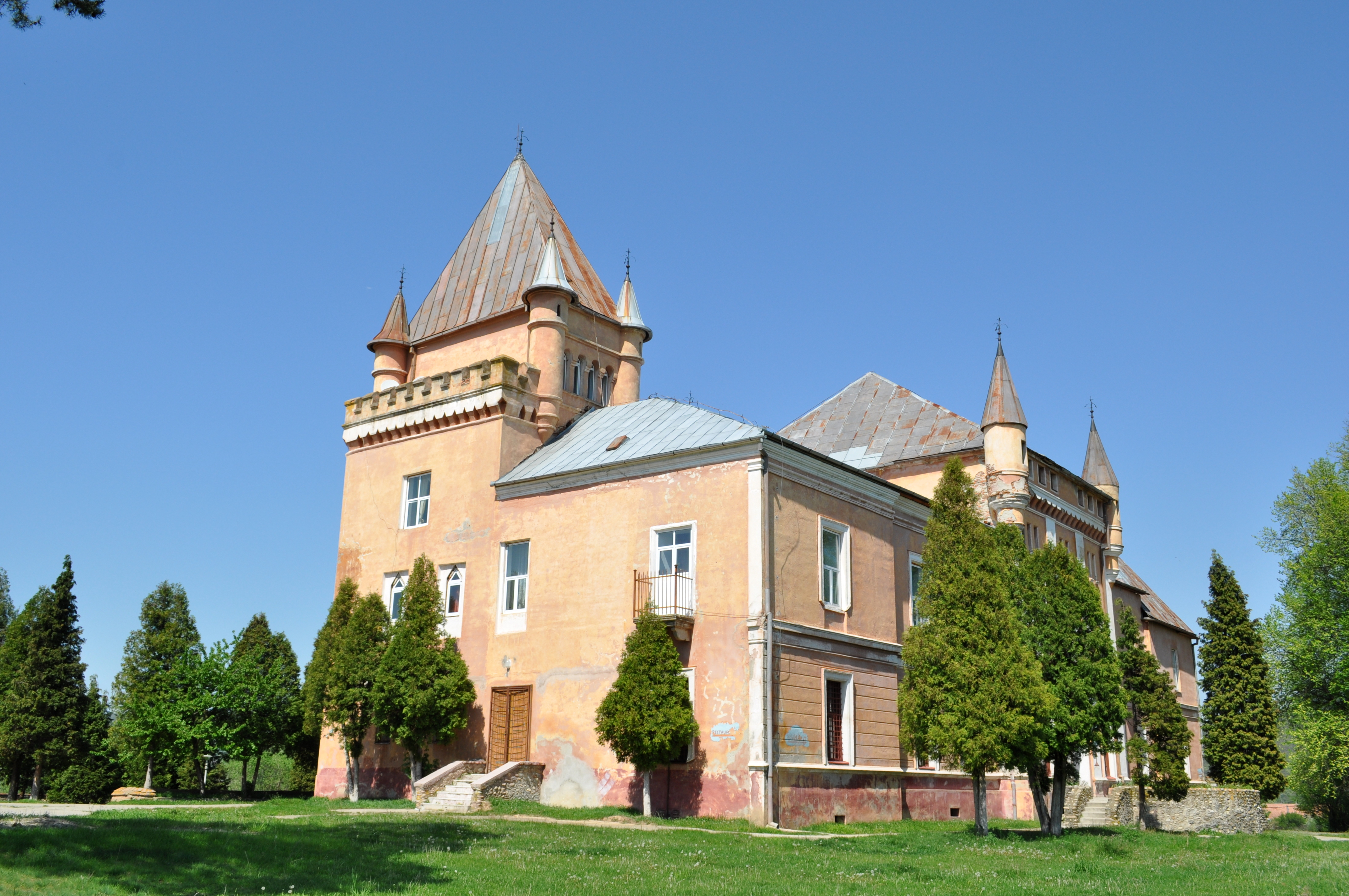
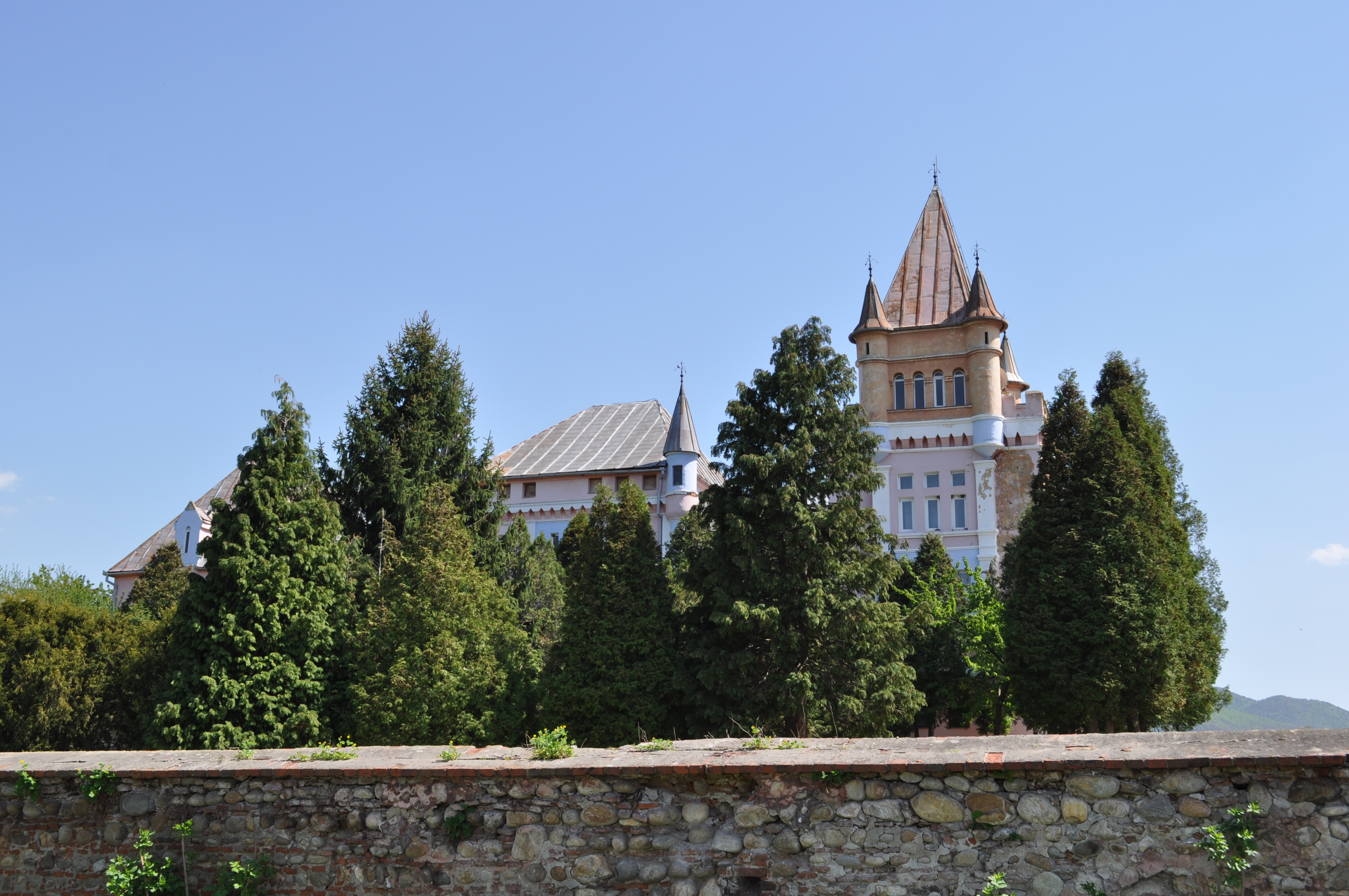
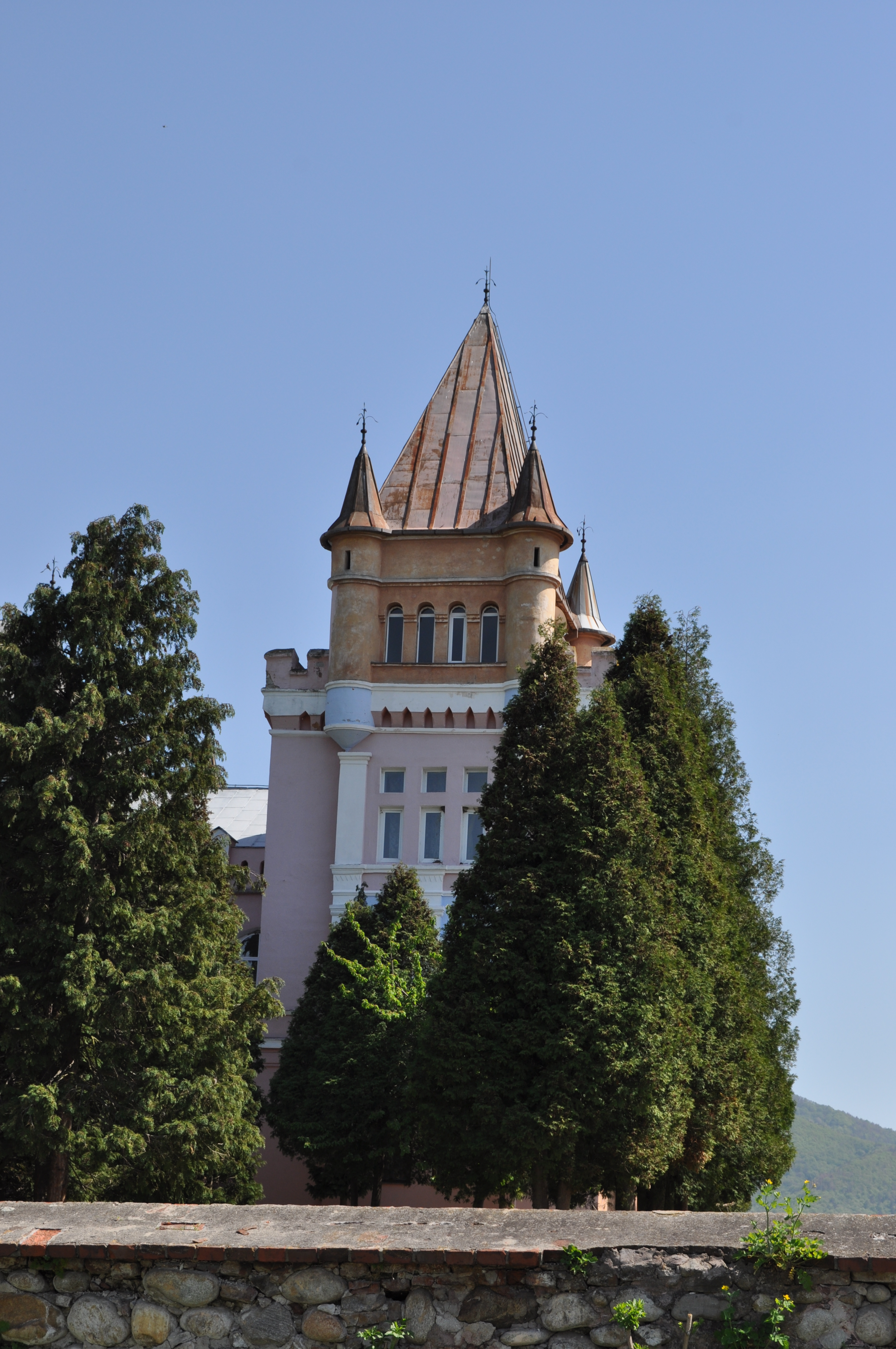
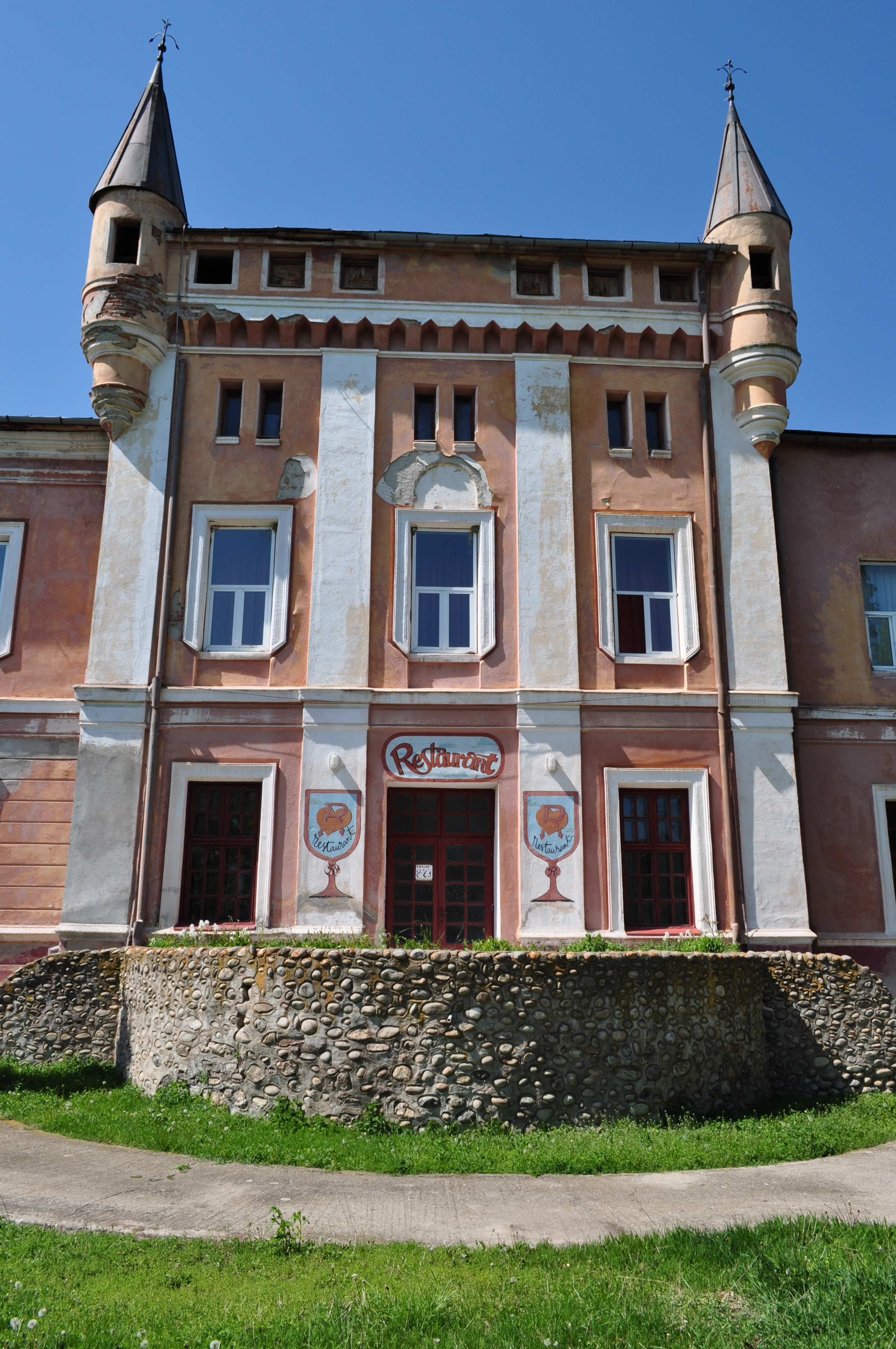
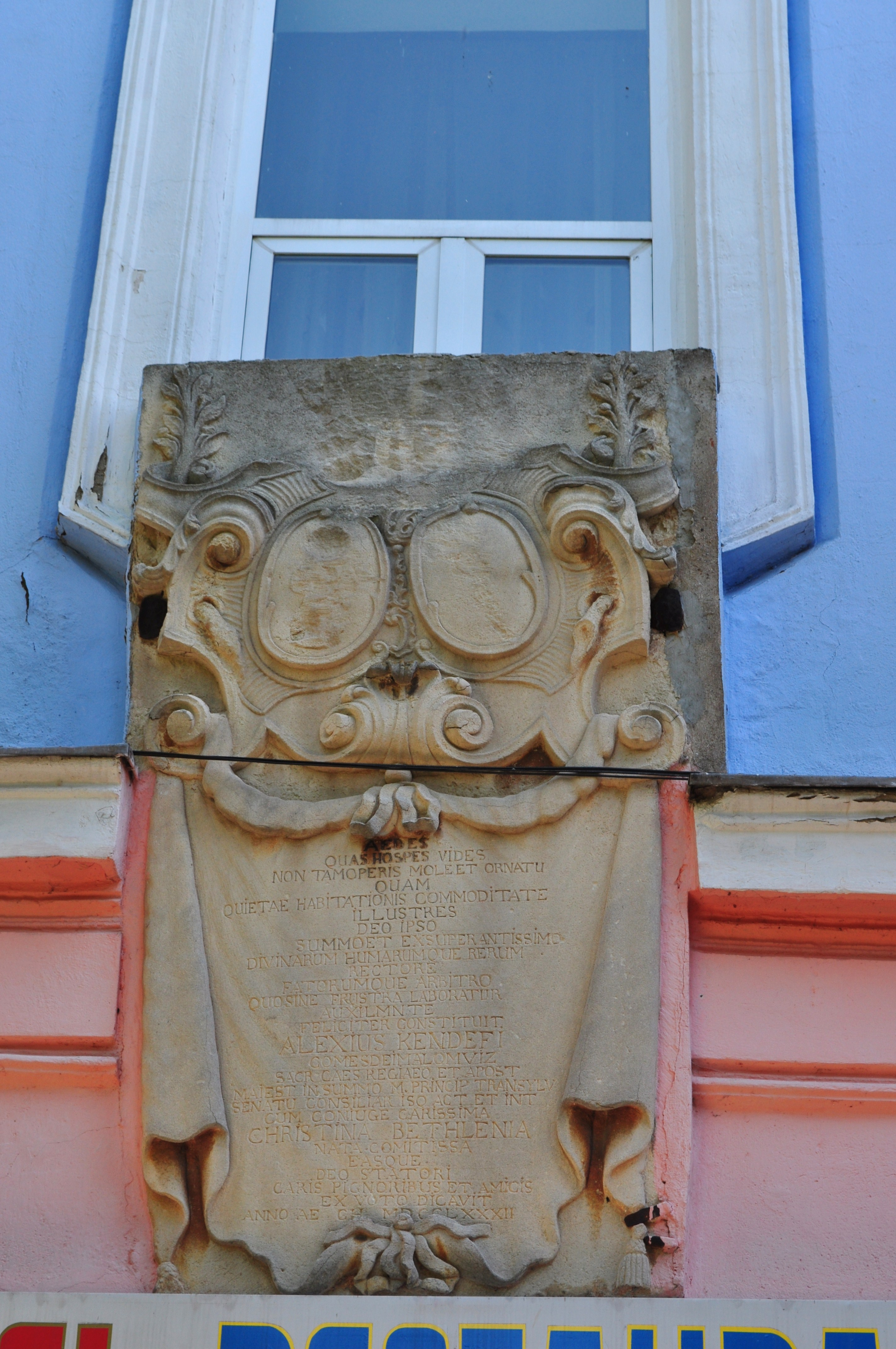
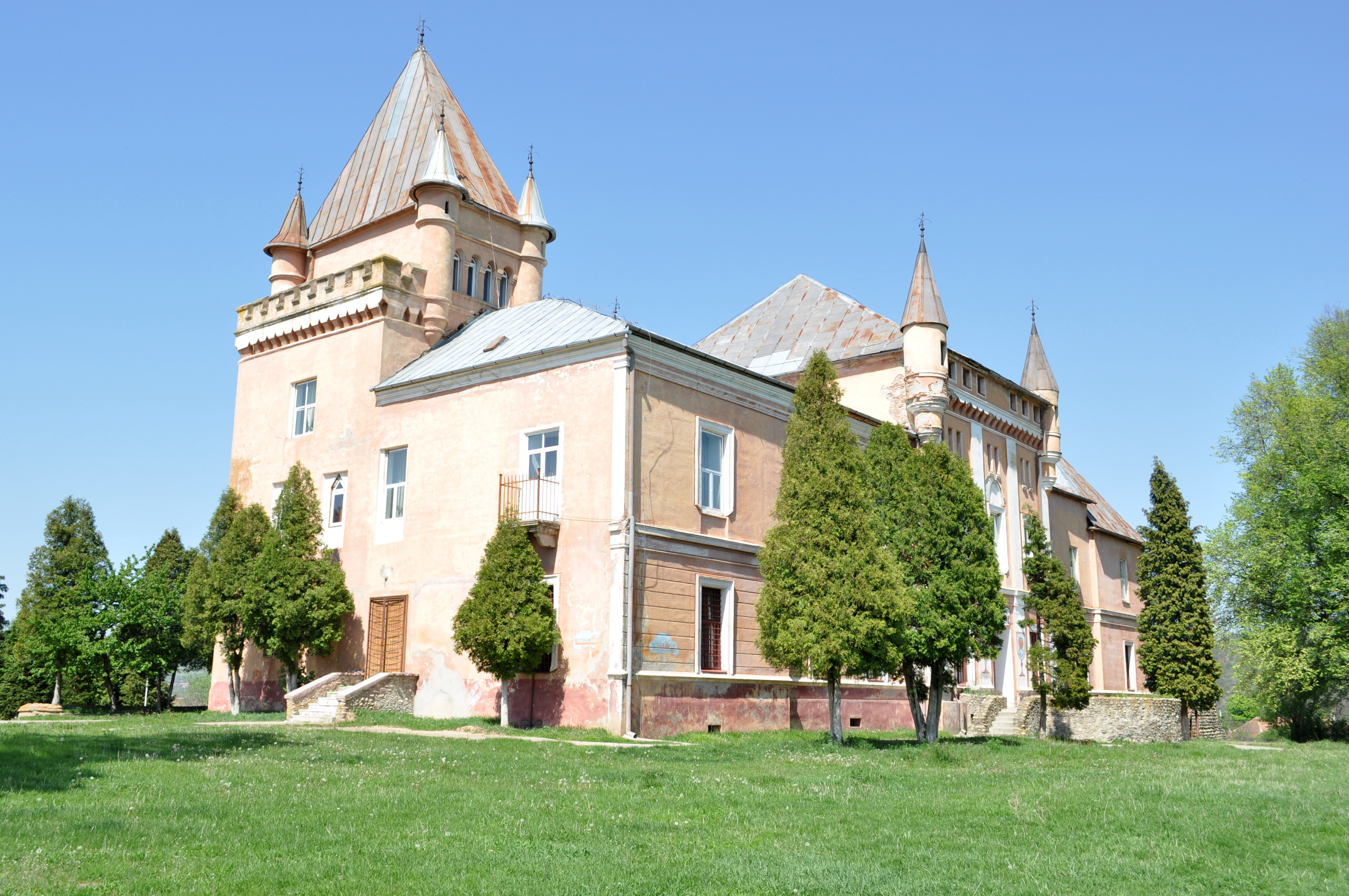
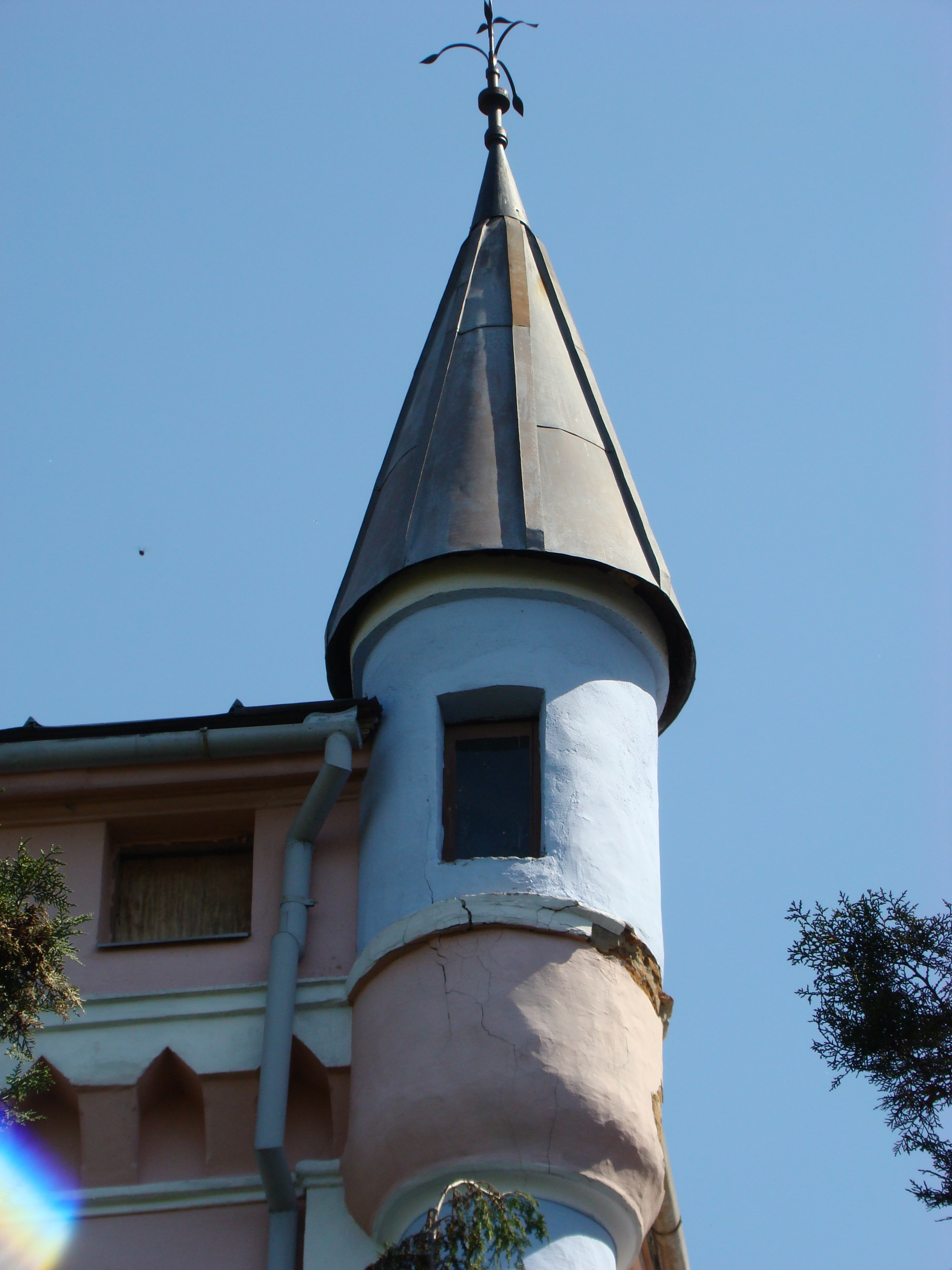
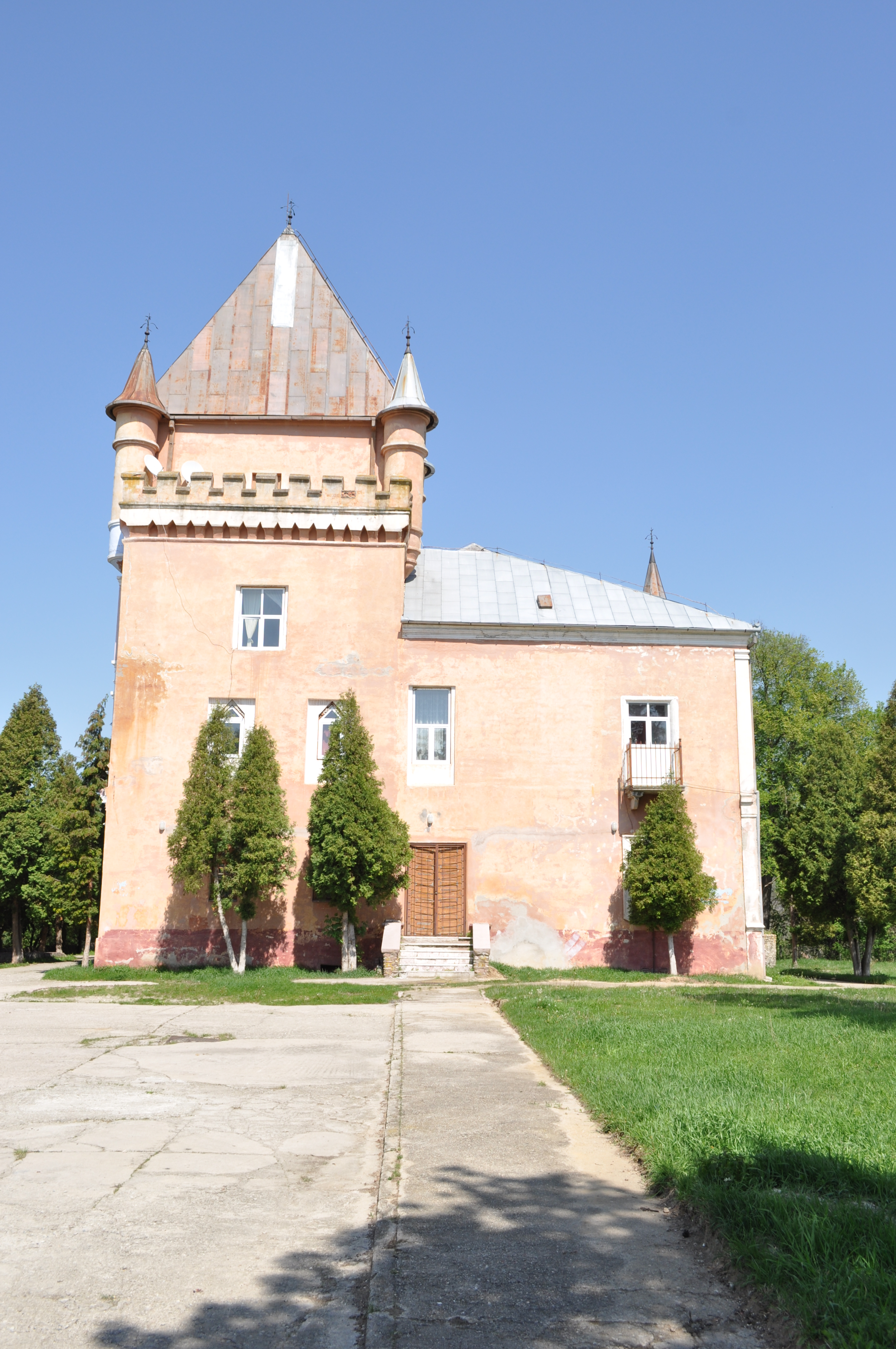
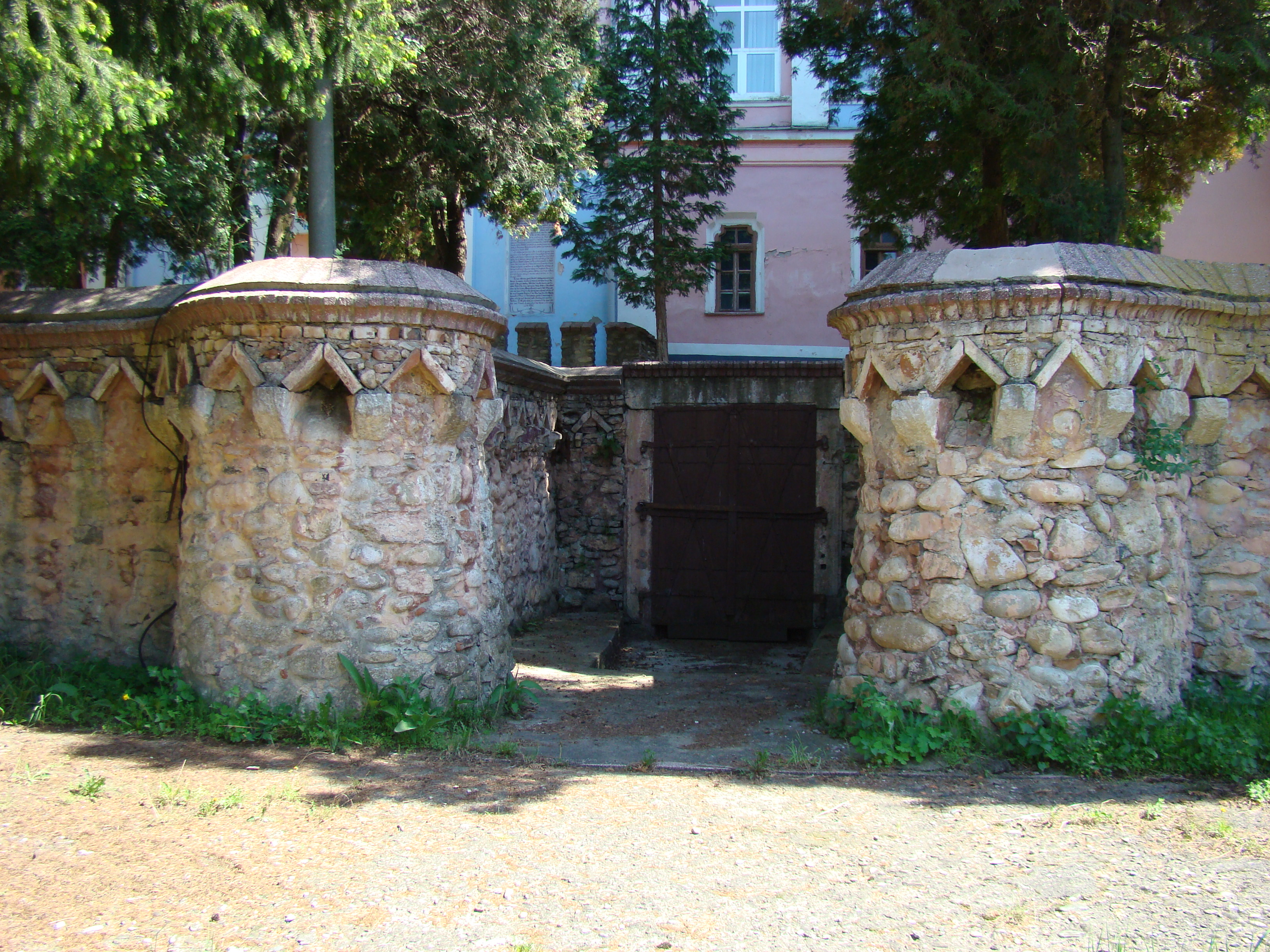
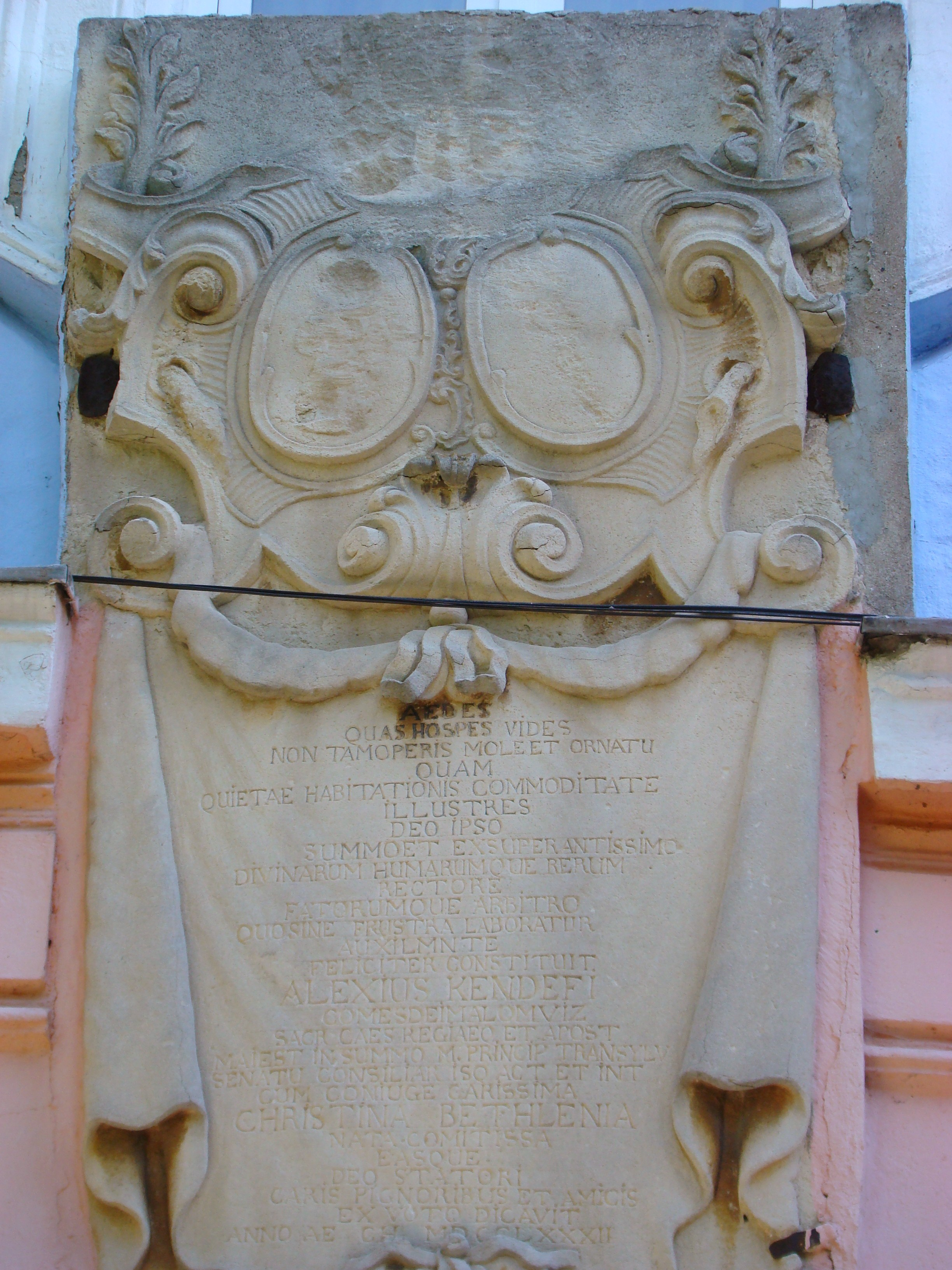
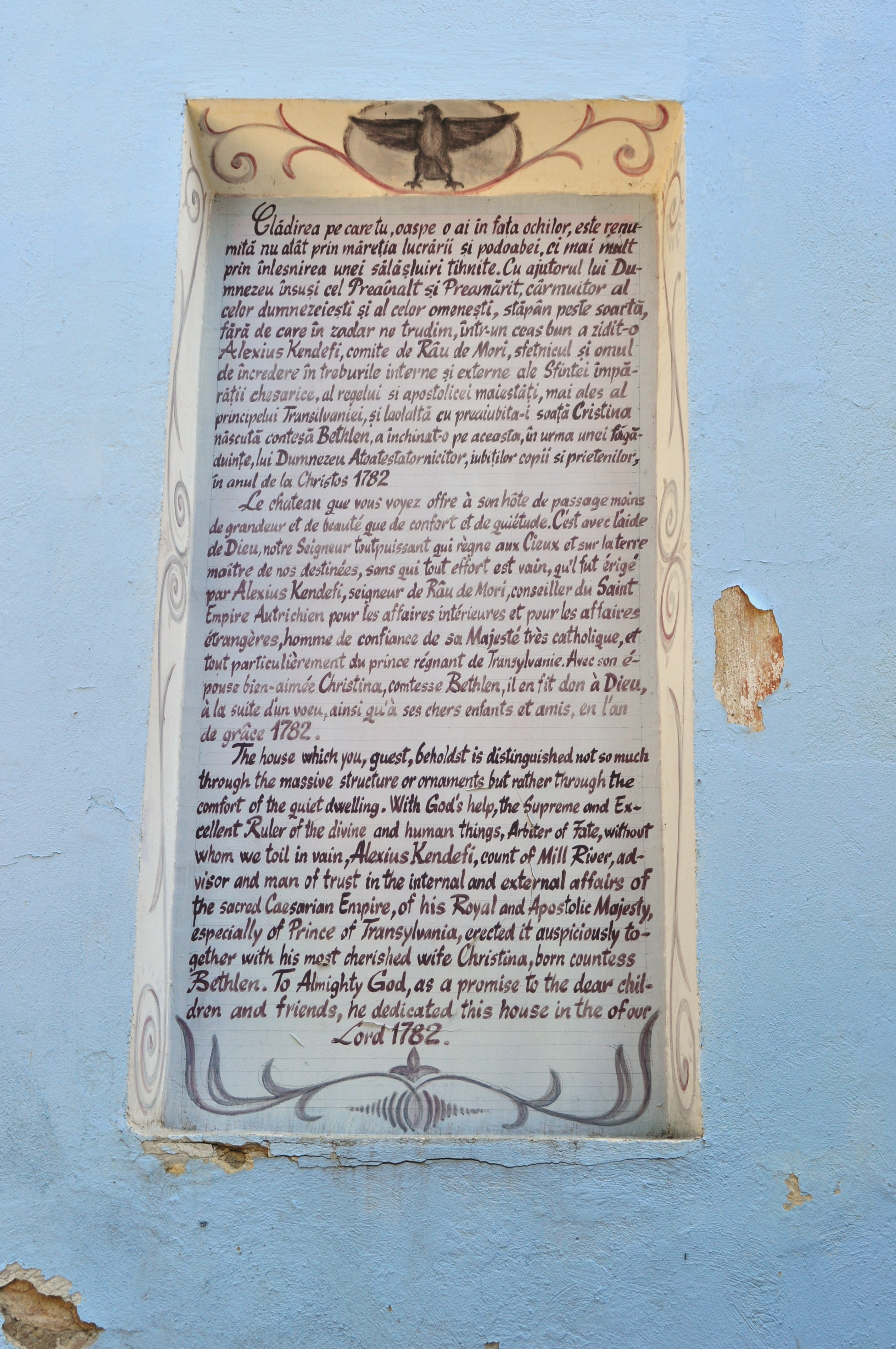
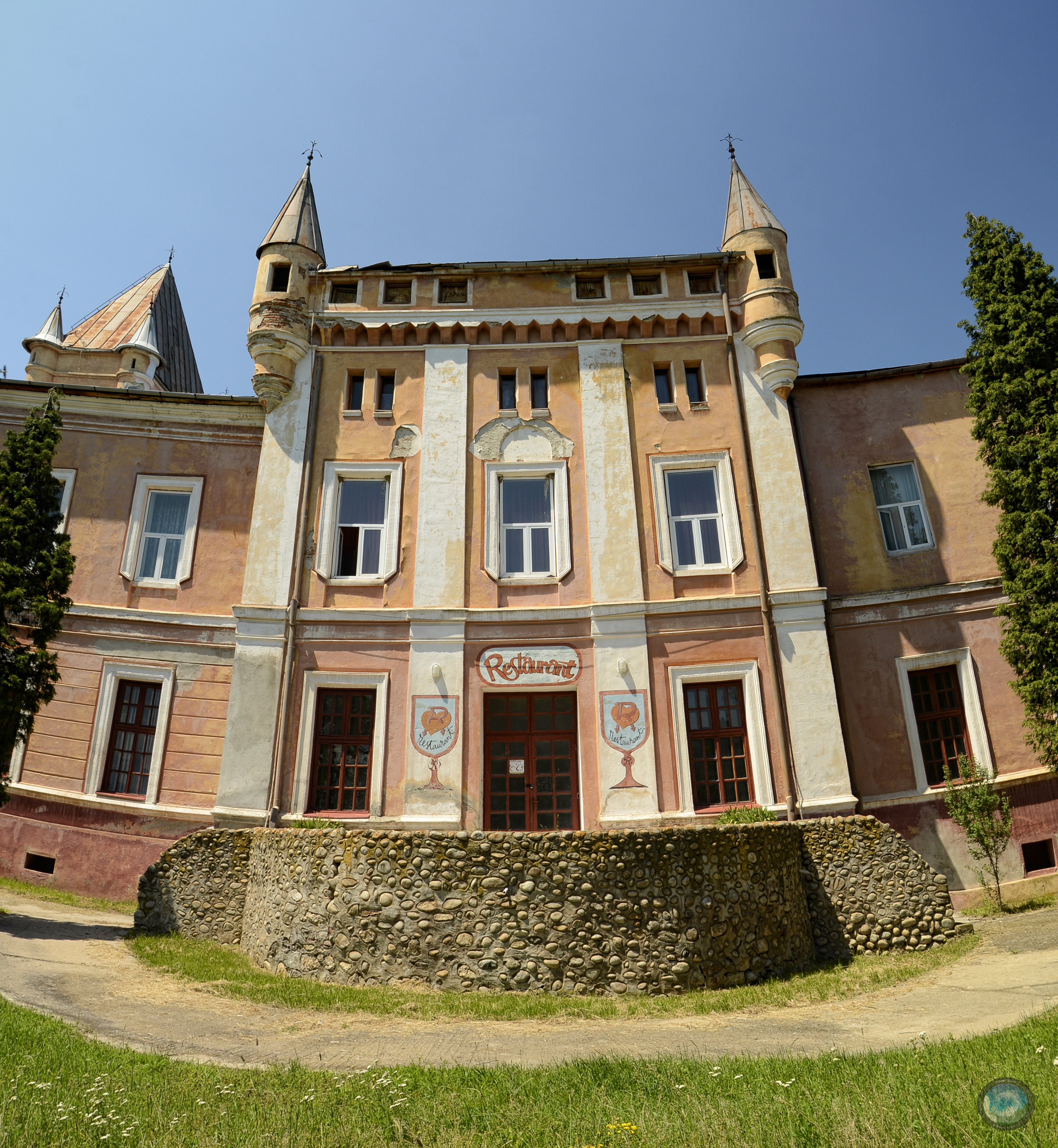
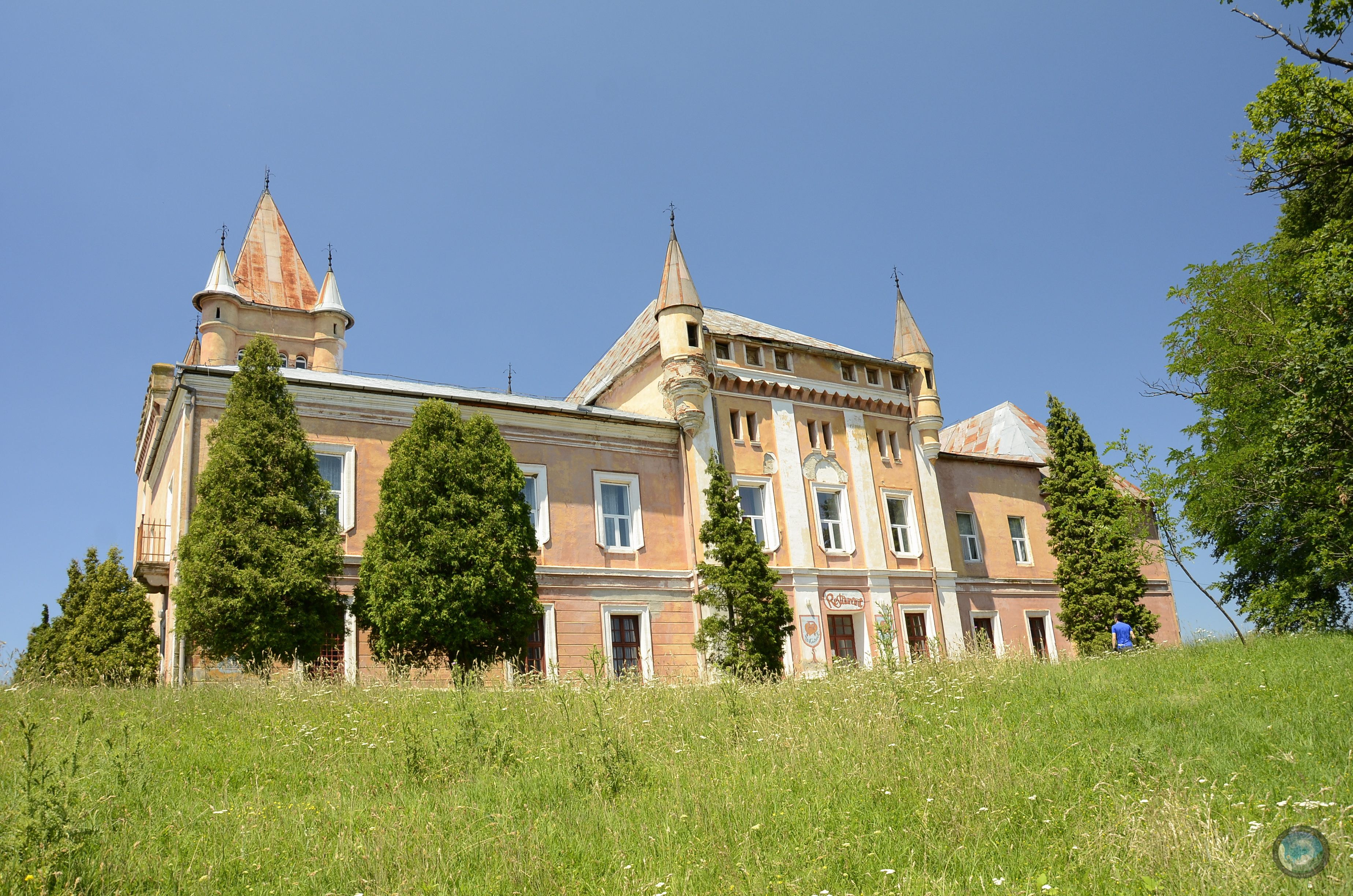
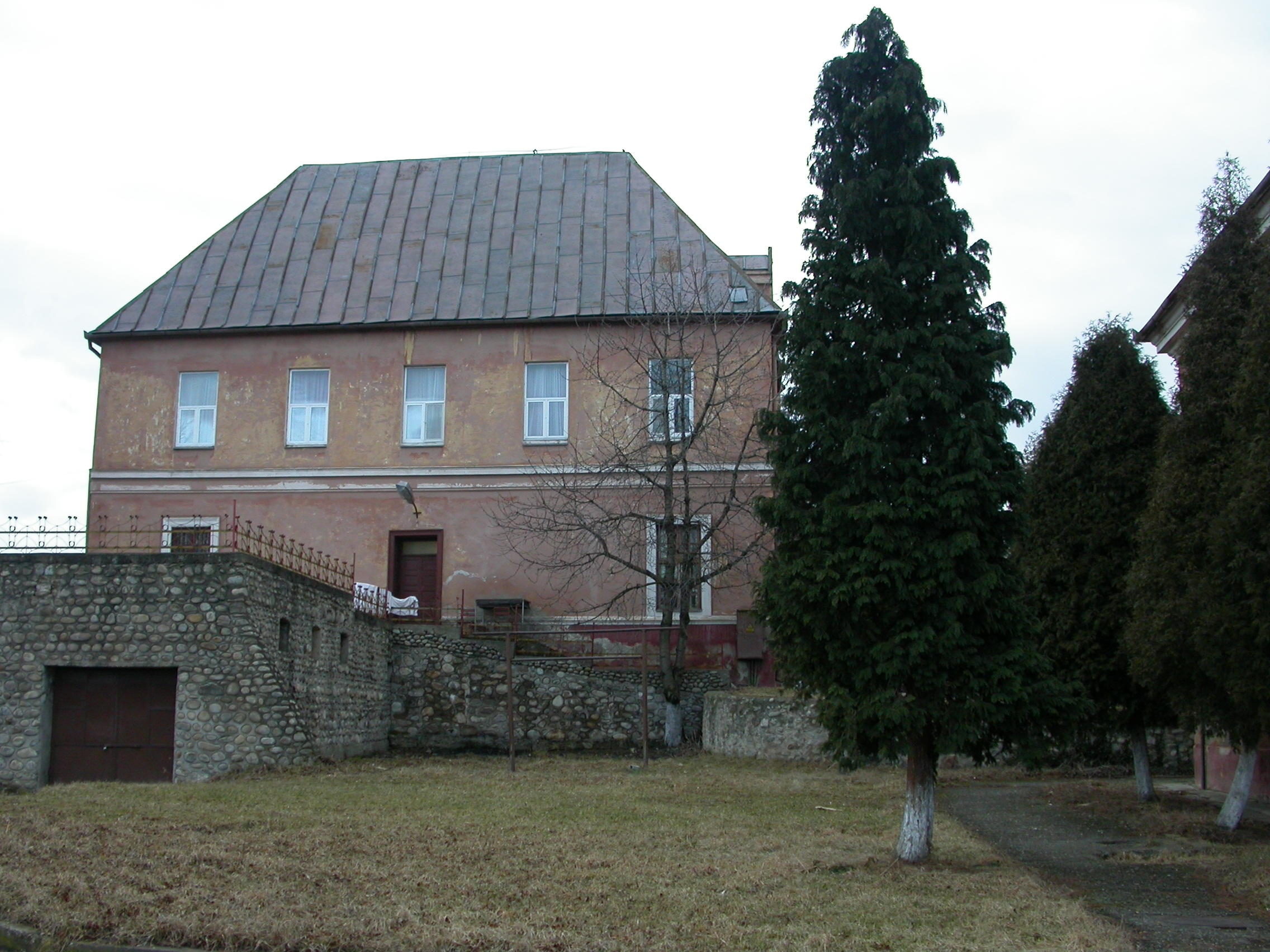
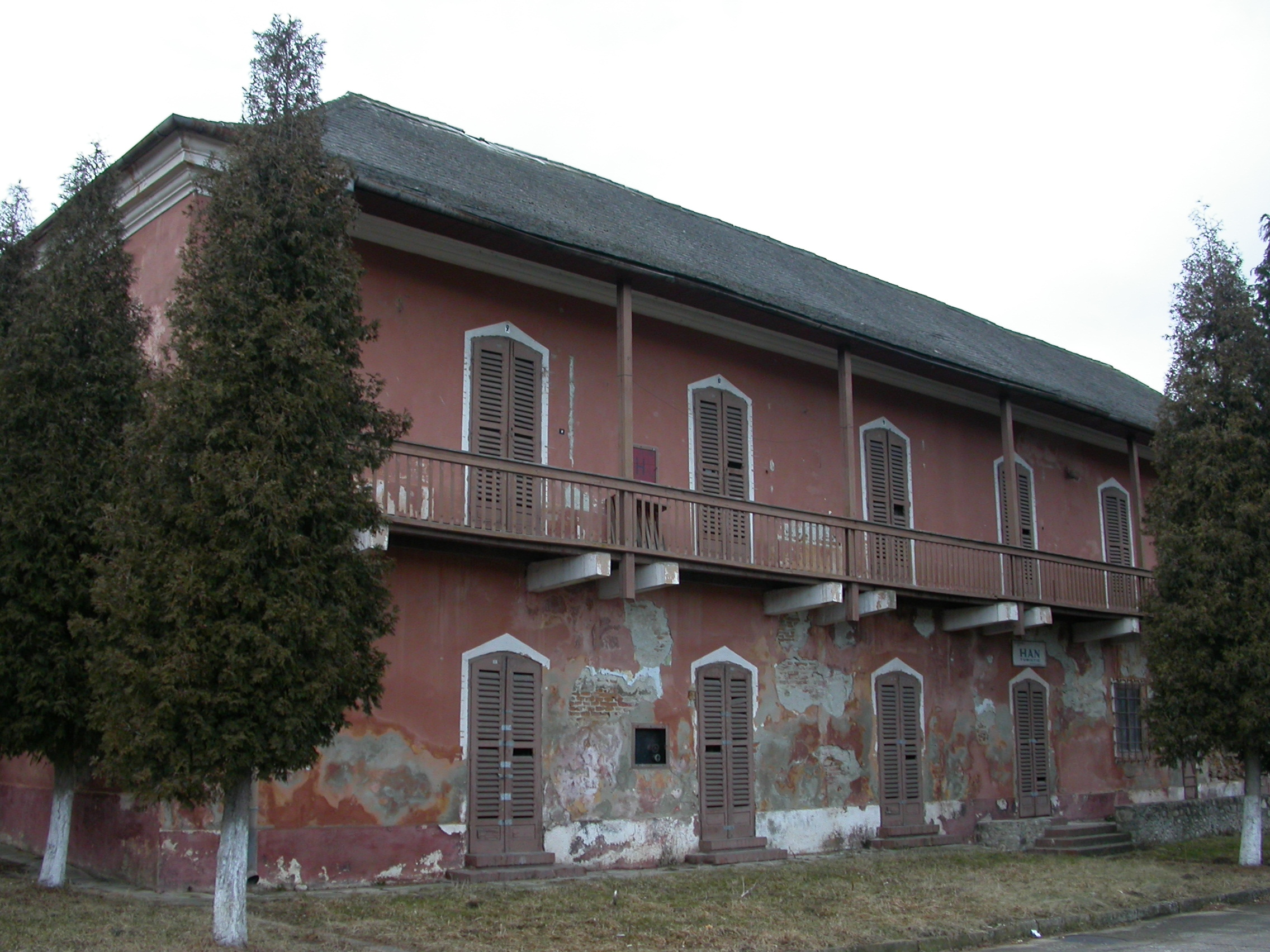
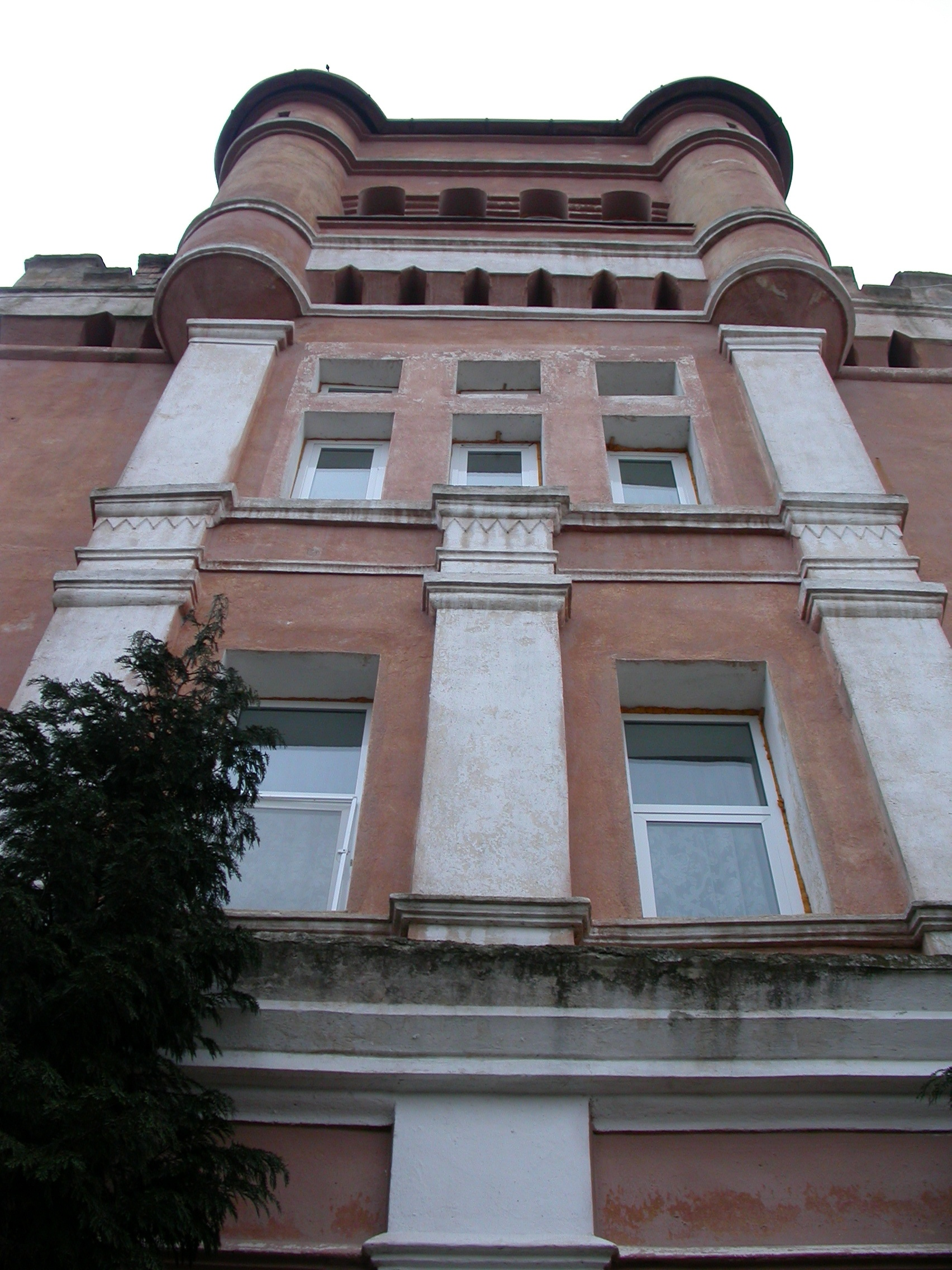
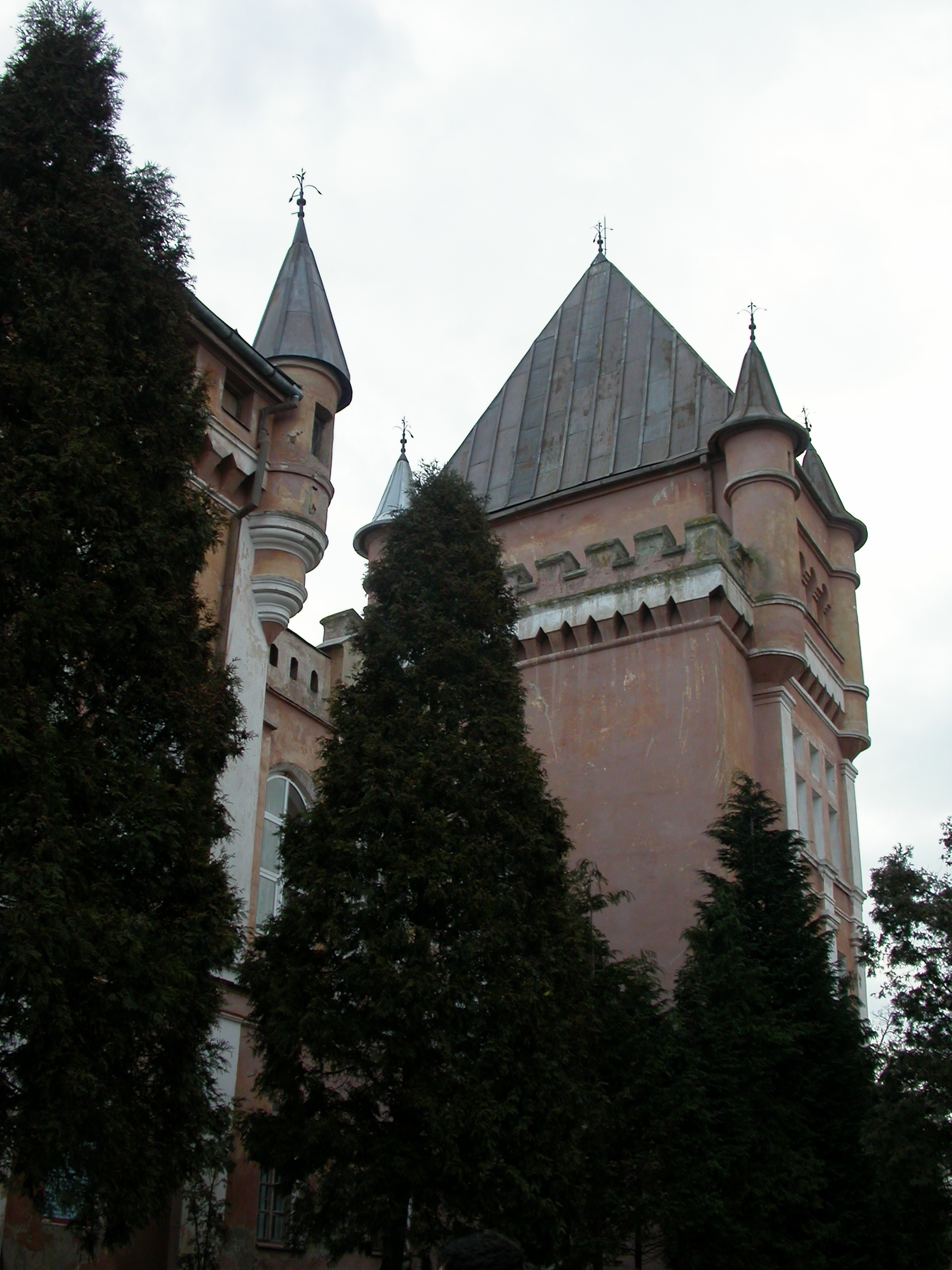
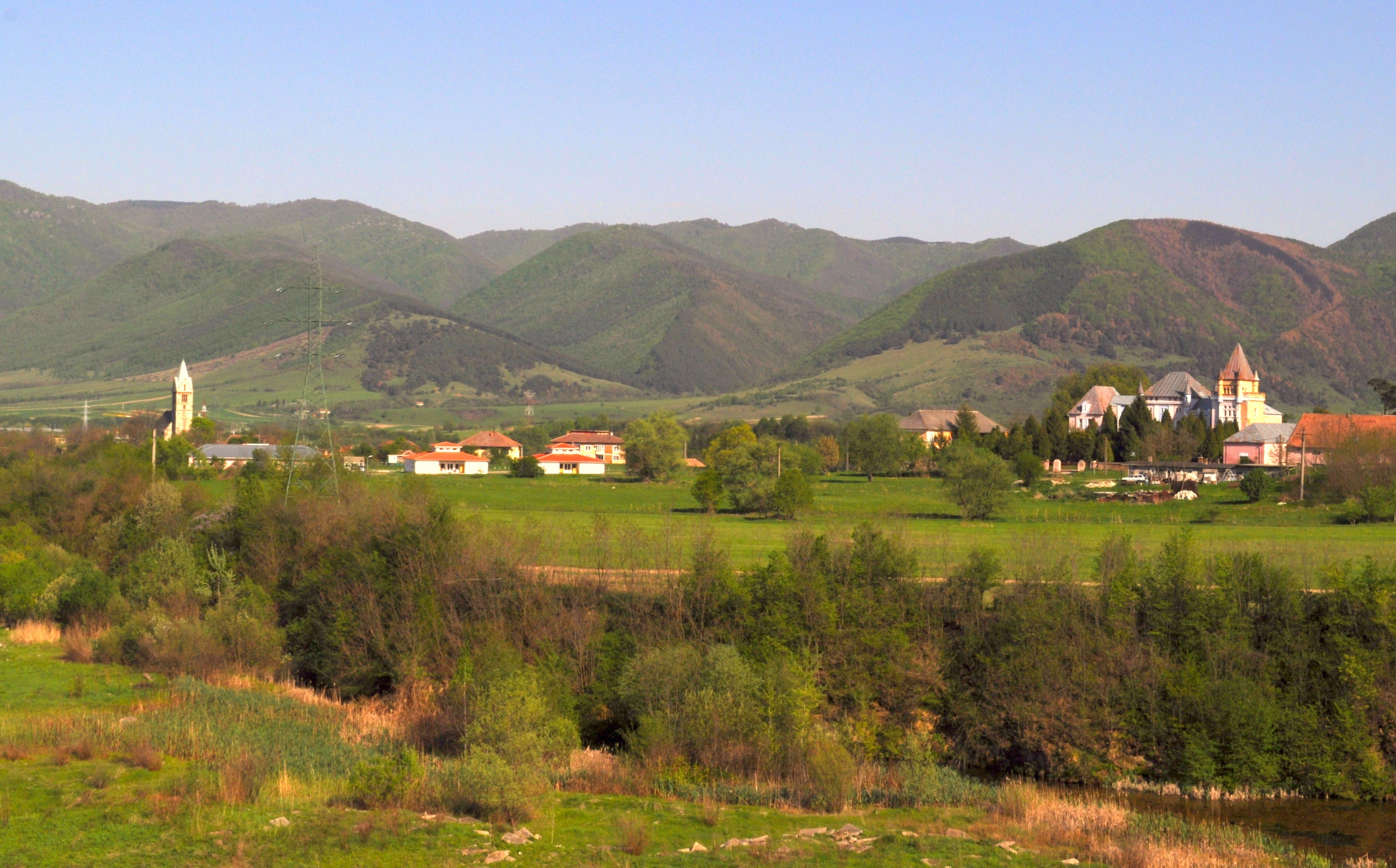
Castelul Kendeffy în partea dreaptă și biserica cnezilor Cândea în cea stângă